# Playbour
Playbour o playbor es una forma híbrida de juego y trabajo, específicamente en la industria de juegos digital. 

## Historia
El concepto del playbour fue acuñado por Julian Kücklich en 2005 en su artículo Precarious playbour: Modders and the digital games industry. Kücklich describe playbour como tipo de trabajo libre que no corresponde ni a definiciones tradicionales de trabajo ni las categorías de juego u ocio. Kücklich argumenta que el trabajo de gaming y el trabajo que los gamers hacen para modificar los juegos  que ser reconocido como trabajo que produce capital para otros. No obstante, el playbour es a menudo incorrectamente percibido como apenas una extensión de juego. Playbour es también a veces categorizado como parte de la ludificación de la sociedad en general.
Mientras el concepto playbour es una invención relativamente nueva, los fenómenos que describe – el ocio productivo y el trabajo libre en la industria de juegos digital – existen desde al menos los tempranos años 1990: Kücklich dice que desde aquellos años, la relación entre los jugadores de los juegos digitales y la industria de juegos digitales ha cambiado sustancialmente. Atribuye el cambio al aumento de modificación de juego, o modding, como práctica extendida entre jugadores.
En 2012, el concepto de playbour fue expandido por Trebor Scholz. En su charla en re:publica en 2016, Scholz habló sobre cómo el platform cooperativism puede promover el network. Dice que cooperativas de trabajadores (o co-ops for short) no son un concepto nuevo. Son “empresas for-profit poseídas y gobernadas por sus empleados”, sin una estructura de accionista tradicional. En 2004, la Federación de EE. UU. de Cooperativas de Trabajador (USFWC) fue creada para proporcionar una organización de afiliación nacional para cooperativas de trabajadores. No solo promueven la calidad, facultando trabajos para miembros de la comunidad, pero a menudo realizan prácticas empresariales sostenibles cuando comparadas a otras empresas de negocios corporativas. En este entorno de workplace democrático, los trabajadores se alinean detrás del principio de ‘un trabajador, un voto', con representación igual en el consejo de administración. Mismo así, Scholz dice que es necesario discutir las relaciones de propiedad. En 2014, Scholz propuso una teoría de cooperativismo de plataforma (platform cooperativism).
Scholz argumenta que este modelo alternativo de propiedad puede ser aplicado a compañías de economía gig. Argumenta que el problema no es la tecnología: las plataformas son eficaces y escalables. Es la estructura de propiedad que define si una plataforma puede ser considerada influyente o no, y consiguientemente, participando en la idea de plataform cooperativism. 
Scholz pregunta qué motiva playbour y otras formas de trabajo participativo en su libro Uberworked y Underpaid. Describe la manera como compañías tales como Facebook, Google y Apple (entre otras) otorgan el trabajo a consumidores como “whitewashing the fence for the twenty-first century,” una referencia a la narrativa clássica de las Aventuras de Tom Sawyer; así, el asunto de motivación y resultados prometidos se convierte en complicado por lo que los usuarios se comprometen libremente al trabajo para disfrutar los beneficios de tecnologías diferentes. Scholz argumenta que se trata de una estrategia engañosa, “por lo que las empresas parecen apenas ayudar a las personas a hacer el trabajo que los entusiasma.” 

### Modding
Crear mods para los juegos digitales es el ejemplo perfecto de playbour: un número creciente de consumidores de juegos digitales no quieren solo jugar, sino realzar su experiencia creando contenido para los juegos. En el modding se ve la esencia del playbour o del "trabajo libre": mientras el trabajo de crear una modificación puede ser visto como lúdico y gozoso, es un verdadero trabajo. Modding puede ser bastante similar a otra forma de producción digital colaborativa: el desarrollo de software de código abierto. El primer juego importante con modder base fue el videojuego Doom (1993). La aparición de Doom mods es atribuido al hecho que el código del juego era intencionadamente diseñado para facilitar la creación de contenido por los jugadores. La creación modder más famosa es probablemente la Counter-Strike, originalmente un mod para equipos para el videojuego Half-Life (1998). Fue más tarde el primer mod comercial.
Modders formaron comunidades on-line robustas para compartir sus mods y colaborar entre ellos. El sitio web Nexus Mods contiene más de 280,000 archivos mod para más de 1,000 juegos. El sitio también presenta herramientas para el modding y tutorials para desarrolladores de mods, así como foros de discusión para sus 23,000,000+ miembros. El modding se convirtió en una parte importante de la industria de videojuegos.
En 2012, los desarrolladores de Skyrim, Bethesda Game Studios, crearon su propio modding kit llamado The Creation Kit. The Creation Kit era una herramienta de desarrollo de software libre  que habilitó usuarios para alterar contenido de juego. A través del software, los usuarios también podían compartir sus mods; los usuarios podían publicar sus mods en el Steam Workshop Channel.

## Controversia alrededor deplaybourymodding
Modding no solo es una parte importante de la gaming culture, sino también una fuente cada vez más importante de valor para la industria de juegos digitales. Compañías de juego normalmente retienen los derechos de propiedad intelectual de las modificaciones. Los jugadores necesitan una copia del juego original para utilizar las modificaciones, así los mods contribuyen al shelf-life del producto. Y los mods ayudan a establecer marcas (p. ej. Contador-Huelga), por lo que las compañías salvan mucho dinero. Los costes de marketing asumen a menudo un porcentaje grande del presupuesto de un juego, pero marcas exitosas requieren menos marketing. Mods también aumentan la lealtad de los clientes y son una fuente importante de innovación en la industria de juegos digitales. Otra manera por la cual compañías de juego pueden beneficiar de la cultura modding es que pueden emplear modders como empleados sin costes de capacitación laboral.
Mientras compañías de juego pueden beneficiar económicamente de playbour, los jugadores que hacen el trabajo también tienen beneficios: pueden obtener recompensas virtuales de juego (virtual in-game rewards) o capital social tal como seguidores en medios sociales. Algunos sitios de modding, como Nexus Mods, empezaron con micromecenazgo (a través de Patreon u otras herramientas) para buscar dinero para los autores de los mod. La experiencia de jugar también tiene valor en sí. Playbour es una actividad voluntaria y los jugadores normalmente no consideran modding como trabajo (en el sentido de labour). No obstante, fue sugerido que playbour modders están siendo explotados por la industria de juegos.